# Amphioplus sinicus
Amphioplus sinicus är en ormstjärneart som beskrevs av Yin-Xia Liao 2004. Amphioplus sinicus ingår i släktet Amphioplus och familjen trådormstjärnor. Inga underarter finns listade i Catalogue of Life.